# Tour dei British and Irish Lions 1924
La squadra di rugby dei British Lions torna dopo 14 anni in tour. Questa volta si reca in sudafrica per un tour disastroso con 3 sconfitte in 4 partite contro il Sudafrica. Era il decimo tour di una rappresentativa delle Isole britanniche ed il quinto in Sudafrica. Fu classificato retrospettivamente come tour dei Lions, in quanto tale definizione fu adottata solo nel 1950.
Guidata dall'inglese Ronald Cove-Smith e diretta dal gallese Harry Packer, la squadra disputò 21 match, 17 contro club o selezioni provinciali o squadre ad inviti e 4 test contro la nazionale del Sudafrica. I Lions persero tre match ufficiali su 4 conquistando solo un pareggio. Uno dei peggiori tour della storia dei Lions considerando le sei sconfitte in match minori e una serie di otto partite senza vittorie.
Causa del disastro furono l'obiettivo scarso livello delle squadre e dei giocatori britannici e innumerevoli infortuni dovuti al clima caldo sudafricano.

## La squadra
- Manager: Harry Packer

### Estremi
- Dan Drysdale (Heriots FP - Scozia)
- W.F. Gaisford (St. Bart's Hospital) - Inghilterra
- Thomas Holliday (Aspatria RUFC) - Inghilterra

### Tre Quarti
- Rowe Harding (Swansea)  - Galles
- Ian Smith  (Università di Oxford) - Scozia (*)
- S.W. Harris  (Blackheath) - Inghilterra
- W. Wallace (Percy Park) - Inghilterra
- Roy Muir Kinnear (Heriots FP) - Scozia (*)
- J.H. Bordass (Università di Cambridge) - Inghilterra
- R.B. Maxwell (Birkenhead Park) - Inghilterra

### Mediani
- Harold Davies (Newport) - Galles
- Vince Griffiths (Newport) - Galles
- Herbert Waddell (Glasgow Academicals) - Inghilterra
- Bill Cunningham (Lansdowne) - Irlanda
- Arthur Tudor Young (Blackheath R.C.|Blackheath) - Inghilterra
- Herbert Whitley ([Northern FC) - Inghilterra

### Avanti
- Ronald Cove-Smith (Old Merchant Taylors) (cap.) - Inghilterra
- A.F. Blakiston (Blackheath) -Inghilterra
- A.T. Voyce (Gloucester) - Inghilterra
- Neil McPherson  (Newport) - Galles
- R.G. Henderson (Northern FC) - Scozia
- Kelvin Hendrie (Heriots FP) - Scozia
- D.S. Davies - Scozia
- Robert A. Howie (Kirkcaldy RFC) - Scozia
- Douglas Marsden-Jones (Cardiff e London Welsh) - Galles
- Andrew Ross  (Kilmarnock RFC) - Scozia
- J.D. Clinch (Dublin University) - Irlanda
- William Roche (University College Cork e Newport) - Irlanda
- J. McVicker (Collegians Belfast) - Irlanda
- M.J. Bradley (Dolphin)  - Irlanda
- Norman Brand (North of Ireland FC) - Irlanda

(*) Ian Smith e Roy Muir Kinnear non avevano ancora giocato con la nazionale scozzese al momento del tour. 

## Risultati
Sistema di punteggio: meta = 3 punti, Trasformazione=2 punti.Punizione e calcio da mark=  3 punti. drop = 4 punti. 
| Città del Capo 12 luglio 1924 | Western Province (Town & Country) | 7 – 6 | Isole Britanniche XV |  |

| Città del Capo 15 luglio 1924 | Western Province Universities | 8 – 9 | Isole Britanniche XV |  |

| Kimberley 19 luglio 1924 | Griqualand West | 0 – 26 | Isole Britanniche XV |  |

| Salisbury 24 luglio 1924 | Rhodesia Meridionale | 3 – 16 | Isole Britanniche XV |  |

| 30 luglio 1924 | Western Transvaal | 7 – 8 | Isole Britanniche XV |  |

| Johannesburg 2 agosto 1924 | Transvaal | 12 – 12 | Isole Britanniche XV |  |

| Bloemfontein 6 agosto 1924 | Orange Free State Country | 6 – 0 | Isole Britanniche XV |  |

| Bloemfontein 9 agosto 1924 | Orange Free State | 6 – 3 | Isole Britanniche XV |  |

| Durban 13 agosto 1924 | Natal | 3 – 3 | Isole Britanniche XV |  |

| Arbitro: | L Oakley |

|                          |           |                 |
| mete: Aucamp Drop: Osler | Marcatori | mete: Blakiston |

| 20 agosto 1924 | Witwaterstrand | 10 – 6 | Isole Britanniche XV |  |

| Arbitro: | V Neser |

|                                                                      |           |  |
| mete: Albertyn, Mostert Starke, van Druten trasf.: Osler c.p.: Osler | Marcatori |  |

| Pretoria 27 agosto 1924 | Pretoria | 6 – 0 | Isole Britanniche XV |  |

| Città del Capo 30 agosto 1924 | Cape Colony | 3 – 13 | Isole Britanniche XV |  |

| 3 settembre 1924 | North Eastern district | 12 – 20 | Isole Britanniche XV |  |

| East London 6 settembre 1924 | Border | 3 – 12 | Isole Britanniche XV |  |

| 10 settembre 1924 | Eastern Province | 14 – 6 | Isole Britanniche XV |  |

| Arbitro: | W Millar |

|                  |           |                  |
| mete: van Druten | Marcatori | mete: Cunningham |

| 16 settembre 1924 | South Western District | 6 – 12 | Isole Britanniche XV |  |

| Arbitro: | W Millar |

|                                            |           |                                 |
| mete: Bester, Slater Starke 2 Drop: Starke | Marcatori | mete: Harris, Voyce c.p.: Voyce |

| Città del Capo 25 settembre 1924 | Western Province | 6 – 8 | Isole Britanniche XV |  |